# Kugluktuk
Kugluktuk ( en Inuinnaqtun: Qurluktuk, «lugar de aguas que se mueven»;  ᖁᕐᓗᖅᑐᖅ , conocida como «Coppermine» hasta el 1 de enero de 1996) es una aldea localizada en la desembocadura del río Coppermine en la región Kitikmeot, Nunavut, Canadá.

## Demografía
En el censo 2016 la población fue 1 491 habitantes, lo que representa un incremento del 2,8% respecto del censo 2011. El centro poblado mostró una población de 1 057 habitantes en una superficie de 0,34 km², con un incremento del 1% respecto de 2011.
En 1982 tuvo lugar un plebiscito sobre la división de los Territorios del Noroeste para crear Nunavut. Mientras que aproximadamente el 80% de la población votó a favor de la división, Coppermine fue una de las dos únicas comunidades que votaron en contra, junto a Cambridge Bay.

## Clima
| Parámetros climáticos promedio de Aeropuerto de Kugluktuk (1981–2010) | Parámetros climáticos promedio de Aeropuerto de Kugluktuk (1981–2010) | Parámetros climáticos promedio de Aeropuerto de Kugluktuk (1981–2010) | Parámetros climáticos promedio de Aeropuerto de Kugluktuk (1981–2010) | Parámetros climáticos promedio de Aeropuerto de Kugluktuk (1981–2010) | Parámetros climáticos promedio de Aeropuerto de Kugluktuk (1981–2010) | Parámetros climáticos promedio de Aeropuerto de Kugluktuk (1981–2010) | Parámetros climáticos promedio de Aeropuerto de Kugluktuk (1981–2010) | Parámetros climáticos promedio de Aeropuerto de Kugluktuk (1981–2010) | Parámetros climáticos promedio de Aeropuerto de Kugluktuk (1981–2010) | Parámetros climáticos promedio de Aeropuerto de Kugluktuk (1981–2010) | Parámetros climáticos promedio de Aeropuerto de Kugluktuk (1981–2010) | Parámetros climáticos promedio de Aeropuerto de Kugluktuk (1981–2010) | Parámetros climáticos promedio de Aeropuerto de Kugluktuk (1981–2010) |
| Mes                                                                   | Ene.                                                                  | Feb.                                                                  | Mar.                                                                  | Abr.                                                                  | May.                                                                  | Jun.                                                                  | Jul.                                                                  | Ago.                                                                  | Sep.                                                                  | Oct.                                                                  | Nov.                                                                  | Dic.                                                                  | Anual                                                                 |
| --------------------------------------------------------------------- | --------------------------------------------------------------------- | --------------------------------------------------------------------- | --------------------------------------------------------------------- | --------------------------------------------------------------------- | --------------------------------------------------------------------- | --------------------------------------------------------------------- | --------------------------------------------------------------------- | --------------------------------------------------------------------- | --------------------------------------------------------------------- | --------------------------------------------------------------------- | --------------------------------------------------------------------- | --------------------------------------------------------------------- | --------------------------------------------------------------------- |
| Temp. máx. abs. (°C)                                                  | 0.8                                                                   | 1.1                                                                   | 0.0                                                                   | 9.8                                                                   | 23.3                                                                  | 32.5                                                                  | 34.9                                                                  | 30.3                                                                  | 26.1                                                                  | 13.9                                                                  | 4.4                                                                   | 4.4                                                                   | 34.9                                                                  |
| Temp. máx. media (°C)                                                 | -23.2                                                                 | -23.4                                                                 | -20.7                                                                 | -11.4                                                                 | -1.3                                                                  | 9.9                                                                   | 15.6                                                                  | 13.1                                                                  | 6.5                                                                   | -3.5                                                                  | -14.8                                                                 | -20.3                                                                 | -6.1                                                                  |
| Temp. media (°C)                                                      | -27.3                                                                 | -27.7                                                                 | -25.3                                                                 | -16.3                                                                 | -5.3                                                                  | 5.5                                                                   | 10.9                                                                  | 9.0                                                                   | 3.3                                                                   | -6.6                                                                  | -18.7                                                                 | -24.5                                                                 | -10.3                                                                 |
| Temp. mín. media (°C)                                                 | -31.4                                                                 | -32.0                                                                 | -29.8                                                                 | -21.2                                                                 | -9.2                                                                  | 1.0                                                                   | 6.1                                                                   | 4.8                                                                   | 0.1                                                                   | -9.8                                                                  | -22.6                                                                 | -28.6                                                                 | -14.4                                                                 |
| Temp. mín. abs. (°C)                                                  | -47.8                                                                 | -50.0                                                                 | -48.9                                                                 | -43.9                                                                 | -30.2                                                                 | -15.0                                                                 | -0.8                                                                  | -4.4                                                                  | -20.0                                                                 | -35.4                                                                 | -41.1                                                                 | -45.0                                                                 | -50.0                                                                 |
| Precipitación total (mm)                                              | 10.4                                                                  | 8.4                                                                   | 9.9                                                                   | 10.0                                                                  | 14.6                                                                  | 16.6                                                                  | 44.5                                                                  | 45.1                                                                  | 37.8                                                                  | 26.5                                                                  | 13.0                                                                  | 10.4                                                                  | 247.2                                                                 |
| Lluvias (mm)                                                          | 0.1                                                                   | 0.0                                                                   | 0.0                                                                   | 0.1                                                                   | 4.3                                                                   | 14.6                                                                  | 44.4                                                                  | 44.9                                                                  | 31.4                                                                  | 4.7                                                                   | 0.0                                                                   | 0.0                                                                   | 144.5                                                                 |
| Nevadas (cm)                                                          | 19.6                                                                  | 16.3                                                                  | 19.4                                                                  | 18.2                                                                  | 16.2                                                                  | 2.1                                                                   | 0.0                                                                   | 0.2                                                                   | 7.7                                                                   | 35.0                                                                  | 25.5                                                                  | 21.9                                                                  | 182.1                                                                 |
| Días de precipitaciones (≥ 0.2 mm)                                    | 8.9                                                                   | 8.7                                                                   | 10.0                                                                  | 8.2                                                                   | 7.5                                                                   | 7.6                                                                   | 11.5                                                                  | 13.3                                                                  | 12.8                                                                  | 14.3                                                                  | 11.1                                                                  | 9.7                                                                   | 123.4                                                                 |
| Días de lluvias (≥ 0.2 mm)                                            | 0.0                                                                   | 0.0                                                                   | 0.0                                                                   | 0.2                                                                   | 1.9                                                                   | 6.8                                                                   | 11.5                                                                  | 13.1                                                                  | 10.5                                                                  | 2.3                                                                   | 0.0                                                                   | 0.0                                                                   | 46.4                                                                  |
| Días de nevadas (≥ 0.2 cm)                                            | 10.5                                                                  | 10.1                                                                  | 11.6                                                                  | 9.5                                                                   | 7.2                                                                   | 1.3                                                                   | 0.1                                                                   | 0.2                                                                   | 3.7                                                                   | 14.5                                                                  | 13.4                                                                  | 11.6                                                                  | 93.6                                                                  |
| Horas de sol                                                          | 17.8                                                                  | 77.3                                                                  | 160.3                                                                 | 233.3                                                                 | 246.7                                                                 | 375.0                                                                 | 341.6                                                                 | 207.7                                                                 | 91.1                                                                  | 51.2                                                                  | 19.6                                                                  | 0.2                                                                   | 1821.7                                                                |
| Humedad relativa (%)                                                  | 76.7                                                                  | 75.1                                                                  | 77.5                                                                  | 82.3                                                                  | 83.1                                                                  | 70.2                                                                  | 64.8                                                                  | 69.8                                                                  | 75.5                                                                  | 84.7                                                                  | 80.9                                                                  | 77.8                                                                  | 76.5                                                                  |
| Fuente: Environment Canada                                            |                                                                       |                                                                       |                                                                       |                                                                       |                                                                       |                                                                       |                                                                       |                                                                       |                                                                       |                                                                       |                                                                       |                                                                       |                                                                       |